# Léon Hurez
Léon Victorien Paul Hurez (ur. 3 czerwca 1924 w Strépy-Bracquegnies, zm. 27 lipca 2004 w La Louvière) – belgijski polityk, samorządowiec i nauczyciel, parlamentarzysta, minister edukacji (1972–1973) i służby cywilnej oraz wicepremier (1977–1979), przewodniczący Rady Kulturowej Francuskiej Wspólnoty Belgii (1979–1980) i Rady Regionu Walońskiego (1980–1981).

## Życiorys
Syn górnika, w 1937 utracił matkę, a podczas II wojny światowej ojca. W 1946 ukończył szkołę średnią w Nivelles, a w 1959 instytut pedagogiczny w Morlanwelz. Pracował jako nauczyciel matematyki i przedmiotów ścisłych w szkołach w regionie miejscowości Houdeng-Aimeries oraz Soignies. Był także regionalnym sekretarzem związku zawodowego nauczycieli działającej w ramach CGSP.
W młodości aktywny w młodzieżówce Jeunes gardes socialistes, uczestniczył m.in. w protestach sprzeciwiających się powrotowi na tron Leopolda III Koburga. Zaangażował się w działalność Belgijskiej Partii Socjalistycznej, a po jej rozpadzie w walońskiej Partii Socjalistycznej. Od 1965 do 1988 zasiadał w radzie miejskiej Strépy-Bracquegnies (w 1977 włączonej do gminy La Louvière), w tym od 1965 do 1984 jako burmistrz tych gmin. W latach 1961–1981 członek Izby Reprezentantów. Zajmował stanowisko ministra edukacji francuskojęzycznej (1972–1973) oraz wicepremiera i ministra służby cywilnej (1977–1979). Jako parlamentarzysta był w latach 1971–1981 oddelegowany do Rady Kulturowej Francuskiej Wspólnoty Belgii, od kwietnia 1979 do listopada 1980 pełnił funkcję jej przewodniczącego (w 1980 została ona przekształcona w Radę Francuskiej Wspólnoty Belgii). Od listopada 1980 do października 1981 kierował natomiast nowo utworzoną Radą Regionu Walońskiego (następczynię rady tymczasowej funkcjonującej od lat 70.).